# Copa Barcelona-Trofeu General Orgaz 1950-1951
La Copa Barcelona-Trofeu General Orgaz 1950-1951 fou l'onzena edició de la competició. Se celebrà des de l'1 d'octubre fins al 8 de desembre de 1950 i fou organitzada per la Federació Catalana de Basquetbol. Hi participaren onze equips de la Primera divisió A del Campionat de Catalunya de bàsquet 1949-50. En aquesta edició, el torneig canvià el seu format per l'ajornament de l'inici de les competicions bàsquet catalanes. Es disputà en dues fases, una primera, en format de fase regular a doble volta, i una segona, amb la final del torneig. A la primera fase, els clubs participants s'agruparen en dos grups (grup I i II) i disputaren un total de deu jornades. Els equips que finalitzaren en primera posició d'ambdós grups participaren a la final de la competició, que es disputà el 8 de desembre de 1950 a la plaça de toros de les Arenes de Barcelona.
Es proclamà campió el Club Joventut Badalona, que guanyà la final per 47 a 41 al FC Barcelona i revalidà el títol de la temporada anterior.

## Clubs participants
- Círcol Catòlic Badalona
- FC Barcelona
- Bàsquet Institució Montserrat
- JACE Calella
- Club Bàsquet Cornellà
- RCD Espanyol
- Club Joventut Badalona
- Unió Esportiva Montgat
- Club Bàsquet Ripollet
- Club Bàsquet Santfeliuenc
- Club Bàsquet Sant Josep

## Fase regular

### Grup I
|  | Equip classificat per la final |

| Pos | Equip         | PJ | G | P | PF | PC | DP | Pts |  | FCB   | CCB   | MON   | ESP   | CBJ   |
| --- | ------------- | -- | - | - | -- | -- | -- | --- |  | ----- | ----- | ----- | ----- | ----- |
| 1   | CF Barcelona  | 6  | 3 | 3 | 0  | 0  | 0  | 9   |  | —     | 40–32 |       | 44–30 | 41–24 |
| 2   | CC Badalona   | 6  | 4 | 2 | 0  | 0  | 0  | 10  |  | 35–25 | —     |       | 31–27 | 37–22 |
| 4   | UE Montgat    | 5  | 3 | 2 | 0  | 0  | 0  | 8   |  | 29–19 | 57–47 | —     |       | 30–28 |
| 3   | RCD Espanyol  | 5  | 3 | 2 | 0  | 0  | 0  | 8   |  | 33–32 |       | 50–30 | —     |       |
| 5   | CB Sant Josep | 6  | 1 | 5 | 0  | 0  | 0  | 7   |  |       | 30–31 | 19–15 | 27–28 | —     |

### Grup II
|  | Equip classificat per la final |

| Pos | Equip                | PJ | G | P | PF | PC | DP | Pts |  | CJB   | RIP   | BIM   | CBS   | CAL   | COR   |
| --- | -------------------- | -- | - | - | -- | -- | -- | --- |  | ----- | ----- | ----- | ----- | ----- | ----- |
| 1   | Joventut de Badalona | 7  | 5 | 2 | 0  | 0  | 0  | 12  |  | —     |       | 52–31 | 65–34 | 55–33 |       |
| 2   | CB Ripollet          | 7  | 5 | 2 | 0  | 0  | 0  | 12  |  | 52–44 | —     |       | 43–34 | 35–16 | 53–45 |
| 3   | BIM                  | 6  | 4 | 2 | 0  | 0  | 0  | 10  |  | 41–51 | 38–27 | —     |       |       |       |
| 4   | CB Santfeliuenc      | 7  | 4 | 3 | 0  | 0  | 0  | 11  |  |       | 40–32 | 31–35 | —     | 43–35 |       |
| 5   | JACE Calella         | 7  | 2 | 5 | 0  | 0  | 0  | 9   |  | 30–29 |       | 38–39 | 39–41 | —     | 38–34 |
| 6   | CB Cornellà          | 6  | 0 | 6 | 0  | 0  | 0  | 6   |  | 32–63 | 31–39 | 16–24 | 33–36 |       | —     |

## Final
El FC Barcelona i el Joventut de Badalona disputaren la final de la Copa Barcelona-Trofeu General Orgaz 1950-51, que es disputà el 8 de desembre a la plaça de toros de les Arenes de Barcelona. Per aquest motiu, s'instal·là una pista de fusta, taulers de cristall i rellotge cronomètric. Durant l'esdeveniment, se celebrà un homenatge de la Federació Catalana del jugador del FC Barcelona, Miquel Carreras, en el seu partit de comiat, i, per altra banda, es guardonà als internacionals Dalmau, de la UE Montgat, i Ollé, del Joventut de Badalona, de la Medalla del Mèrit Esportiu.
La final es caracteritzà per la igualtat entre els dos equips, tanmateix, el Joventut es distancià a la primera part per 27 a 19. A la segona part, el FC Barcelona no aconseguí eixugar la diferència de punts i guanyà el club verd-i-negre per 47 a 41. Individualment, destacaren Jaume Bassó, amb 17 punts, màxim anotador de la final, i Marcel·lí Maneja, per part badalonina, i Joan Ferrnado, amb 16 punts, per part blaugrana. El Joventut de Badalona guanyà la seva segona Copa Barcelona-Trofeu General Orgaz. 
| 8 de desembre de 1950 12:00 CET Crònica | CF Barcelona                       | 41–47 | Joventut Badalona | Les Arenes, Barcelona Àrbitres: Aguilar i Sorribas |
| 8 de desembre de 1950 12:00 CET Crònica | Resultat per meitats: 19-27, 22-20 |       |                   | Les Arenes, Barcelona Àrbitres: Aguilar i Sorribas |
| 8 de desembre de 1950 12:00 CET Crònica | Pts: Ferrando 16                   |       | Pts: Bassó 17     | Les Arenes, Barcelona Àrbitres: Aguilar i Sorribas |

| CF Barcelona | Joventut Badalona |

| #          | Jugador          | Pts |
| ---------- | ---------------- | --- |
|            | Jordi Duñach     | 2   |
|            | Manolín          | 0   |
|            | Saéz             | 3   |
|            | Eduard Kucharski | 9   |
|            | Navarrete        | 11  |
|            | Joan Ferrando    | 16  |
|            | Segalés          | 0   |
|            | Miquel Carreras  | 0   |
| Total      | Total            | 30  |
| Entrenador |                  |     |
|            |                  |     |

| Campió de la Copa Barcelona-Trofeu General Orgaz 1950-51 |
| -------------------------------------------------------- |
| Club Joventut Badalona Segon títol                       |

| #                 | Jugador          | Pts |
| ----------------- | ---------------- | --- |
|                   | Josep Massaguer  | 2   |
|                   | Gubern           | 6   |
|                   | Marcel·lí Maneja | 14  |
|                   | Ollé             | 8   |
|                   | Jaume Bassó      | 17  |
|                   | Espiga           | 0   |
|                   | Josep Brunet     | 0   |
| Total             | Total            | 47  |
| Entrenador        |                  |     |
| Josep Maria Costa |                  |     |